# گراسیا آلونسو ده آرمینیو
گراسیا آلونسو ده آرمینیو (اسپانیایی: Gracia Alonso de Armiño‎؛ زادهٔ ۱۱ اوت ۱۹۹۲) بازیکن زن بسکتبال ۳ نفره اهل اسپانیا است.
وی در مسابقات کشوری و بین‌المللی در مجموع برندهٔ ۱ مدال طلا، ۲ مدال نقره شده است.